# حسن‌آباد (رودبارالموت غربی)
حسن‌آباد روستایی در دهستان رودبار محمدزمانی بخش رودبارالموت غربی شهرستان قزوین استان قزوین ایران است.

## جمعیت
بر پایه سرشماری عمومی نفوس و مسکن در سال ۱۳۹۵ جمعیت این روستا ۴۲۳ نفر (۱۵۲خانوار) بوده‌است.